# Igino Rizzi
Igino Rizzi (* 18. Oktober 1924 in Ponte di Legno; † 9. Dezember 2015 ebenda) war ein italienischer Skispringer.
Nachdem Rizzi bei den italienischen Meisterschaften 1948 die Bronzemedaille hinter Piero Pennacchio und Aldo Trivella gewonnen hatte, startete er bei den Olympischen Winterspielen 1948 in St. Moritz. Von der Normalschanze erreichte er dort den 45. Platz. 1951 gelang Rizzi erneut der Gewinn der Bronzemedaille bei den italienischen Meisterschaften. Ein Jahr später gewann er vor Aldo Trivella und Silvano Silvagno die Goldmedaille.